# Transporte Blindado de Personal Tipo 73
El Tipo 73 TBP (en japonés:nana-san-shiki-soukou-sya; Kanji:73式装甲車) es un transporte de tropa japonés activo durante el periodo entre 1972 a 1989, cuando fue anunciado su reemplazado por el Tipo 89 TPB, aún en construcción. Se usaban partes del Tractor de artillería igualmente llamado Tipo 73, con el que comparte incluso gran parte de su planta motriz. Su uso se ha reducido hasta ser únicamente usado como plataforma para la construcción de otra clase de vehículos blindados en uso actualmente.

## Historia
El primer lote de producción del Tipo 73 se hizo en 1974, inicialmente manufacturados por Hitachi como un reemplazo doméstico para los vehículos norteamericanos M4 y el M8 como tractores de artillería de alta velocidad. Nunca se fabricaron en grandes cantidades, ya que los chasis para la artillería autopropulsada serían el nuevo foco de las construcciones de vehículos bélicos.
La cabina y el compartimiento de tropa del Tipo 73 son de diseño de planchas totalmente selladas de acero, con la munición acarreada en un compartimiento separado atrás del vehículo. Propulsado por un motor Mitsubishi de 400 HP y de combustible diésel que potencia a las orugas, cuenta como armamento a una solitaria ametralladora de calibre 12.7mm y usada principalmente como arma antiaérea.
El Tipo 73 se diseñó como un medio de transporte para piezas de calibres como los óbuses 155 mm Long Tom y el M115, de calibre 203 mm. Aparte se le puede montar inclusive una pala de carga frontal.
El desarrollo de un nuevo Transporte Blindado de Personal para reemplazar a los viejos SU 60 se inicia en el modelo FY67; creado bajo la dirección y desarrollo de la Dirección de Investigaciones Técnicas y de Desarrollo de la Agencia de Defensa Japonesa.
En enero de 1967, los nuevos requerimientos para un TPB serían los siguientes: una velocidad máxima de al menos 60 km/h, la habilidad de acarrear 12 soldados incluyendo la tripulación, tener un funcionamiento totalmente amfíbio, un casco de aluminio blindado totalmente sellado, proveer a la infantería la posibilidad de usar sus armas de dotación desde el vehículo y estar armado con un cañón de calibre 20 mm, una ametralladora calibre 12.7 mm y otra auxiliar de calibre 7.62 mm.
En 1967, los fabricantes empiezan la producción de los componentes específicos del nuevo blindado: Hitachi Manufacturing Co. (la transmisión), Kobe Iron Works (aleaciones de aluminio de las placas), Komatsu Manufacturing Company (orugas), Mitsubishi Heavy Industries (motor, suspensión y tracción), y la Nihon Electric Corporation (equipos de visión nocturna).
En 1968, una rigurosa prueba de desempeño automotor, denominada SUT, fue planeada y completada para y por el nuevo vehículo. Los siguientes años Mitsubishi Heavy Industries y la Komatsu Manufacturing Co. por cada parte desarrollaron vehículos de demostración: uno hecho completamente en acero y el otro en aluminio.
Después de los ensayos y demostraciones, en diciembre de 1972 el segundo prototipo; el de Mitsubishi, compuesto en su estructura de aluminio, fue elegida para su uso en las Fuerzas de Autodefensa de Japón y después de modificaciones menores y de algunas mejoras se estandarizó bajo la silueta del TBP Tipo 73. Se cree que la producción total del Tipo 73 alcanzó aproximadamente los 340 vehículos.
Dado que el TBP Tipo 89 se construye a baja tasa, y que son muy pocas las unidades manufacturadas, los viejos Tipo 73 TBP aún se usan en el servicio activo con las Fuerzas Terrestres de Japón actualmente y en su rol inicial; obviamente actualizados. Un total de 337 blindados se ven en servicio en las postrimerías del año 1999.

## Descripción

### Aspecto general
El casco completo del Tipo 73 TBP consta de una estructura con blindaje compuesto de chapas de aluminio, que le brinda protección a los ocupantes frente a impactos de armas de asalto y esquirlas. La ametralladora de calibre 7.62 mm se halla montada en un afuste de semitorreta al lado izquierdo del casco. Este afuste habilita en la ametralladora una elevación y depresión, y le añade un traverso de giro de 30° a la misma. El artillero dispone de una cubierta abatible a su izquierda con un periscopio de visión únicamente diurna, y con un giro en su eje de 360°.
El conductor se ubica en el frente del centro del casco y a su lado derecho se halla una cubierta y que se alza horizontalmente haca atrás para abrir, aparte de un periscopio de visión integral. Al frente del puesto del conductor hay tres periscopios disponibles. Uno de estos es sustituible por un periscopio pasivo para la conducción del blindado de noche.
El comandante del carro se sitúa ligeramente atrasado al artillero y al conductor y dispone de una cubierta solitaria abatible hacia atrás para su protección. Seis bloques de visión diurna dan al comandante una vista completa del entorno de observación desde su sitio.

### Motorización y suspensión
El bloque del motor Mitsubishi ZF4 está alojado justo detrás del puesto de la ametralladora del artillero en la parte izquierda del casco junto a la entrada de aire, la salida de aire y el exhosto están instalados en el techo. El motor y la transmisión van montados en forma de un paquete de motorización y pueden ser removidos del vehículo con una unidad completa en menos de 30 minutos.
La suspensión consiste de barras de torsión en boogies duales de cinco ruedas recubiertas de goma con el piñón de arrastre en el frente y el tensor atrás del conjunto de la oruga. No hay piñones de retorno en los mecanismos de la oruga propulsora. Un sistema de amortiguadores hidráulicos está montado en la primera rueda tractora para complementar a los amortiguadores de los boogies.

### Tripulación
El Tipo 73 TPB carga con 9 hombres; 3 tripulantes y 6 soldados, uno de los cuales normalmente maneja la ametralladora de dotación M2. los restantes soldados se hallan ubicados en el compartimiento de tropas atrás del casco, a los lados de este se ubican los asientos plegadizos, e incluso para el acceso de la tropa se dispuso de dos compuertas de sencilla apertura en la parte trasera del casco del blindado. En los laterales del casco hay troneras en forma de "T" en cada una de las puertas y dos más en cada lado del compartimiento de tropa. Sobre el tope del compartimiento de tropa hay dos compuertas de acceso abatibles a cada lado del tope del casco. Montadas atrás y a cada lado del casco se encuentran tres tubos lanzagranadas, que disponen de descargas de humo y de chaff hacia el frente del casco de este blindado, todos ellos de calibre 81 mm.

### Equipamiento de combate
El modelo básico del Tipo 73 no es anfibio pero puede ser equipado con un kit para operaciones anfibias en algunos de éstos vehículos. Este kit consta de:
- Ayudas de flotación adheridas al exterior del conjunto de las ruedas.

- Faldones fijados para cubrir la parte superior del casco y de las orugas de la corriente y que mejoran los flujos de agua.

- Armazones en forma de cajones fijados en el tope del casco sobre la entrada de aire, la salida de aire y el exhosto que detienen la entrada de agua en flotación.

- Un vano de ayuda que permite la entrada de aire fijado en el frente del casco.

El vano para vadeo se divide en dos partes y se yergue de forma horizontal. Un panel transparente en el lado derecho provee visión frontal al conductor. En flotación, el vehículo es propulsado en el agua por sus orugas. El artillero se sitúa detrás del conductor y su cúpula puede rotar hasta 360°.
La cúpula de este dispone de una cubierta de una sola pieza, que se abre hacia atrás y que monta seis periscopios para visión diurna y observación total del horizonte. Una ametralladora de calibre 12.7 mm está desprovista de protección alguna, y esta se puede apuntar y disparar desde dentro de la cúpula. La ametralladora de calibre 12.7 mm dispone de una elevación de +60°, y un ángulo de depresión de -10° y es capaz de abrir fuego a los 360°. El Tipo 73 cuenta con sistemas de visión pasiva nocturna y sistemas de protección ABQ pasivos igualmente.

## Variantes

### Tipo 74 Howitzer Autopropulsado
Este vehículo lanzacohetes, denominado Tipo 74 usa un afuste de cohetes de calibre 130 mm, y monta un mástil de un poco más de 12,5 m de altura (de los 10 metros normales); con el que puede medir la velocidad del viento en dos direcciones. Este equipamiento ha sido desarrollado por la firma Meisei Electric.

### Tipo 75 Artillería de cohetes autopropulsada
El cañón autopropulsado Tipo 74, de calibre 105 mm., y el lanzacohetes múltiple Tipo 75 usan la misma motorización y chasis que el Tipo 73. Existe incluso una variante de comando del Tipo 73, con un techo más elevado y con dos cubiertas atrás de la cúpula del comandante. La artillería autopropulsada Tipo 75 usa algunos componentes del Tipo 73 como son los componentes de medición del aire, aparte del chasis (igualmente compartido con el sistema de artillería Tipo 74 Howitzer Autopropulsado).